# Подземные объекты под Московским Кремлем (советского периода)
Подземные объекты под Московским Кремлем — комплекс специальных фортификационных сооружений и коммуникаций, построенных в советский период (преимущественно во время и после Второй мировой войны) под территорией Московского Кремля и близлежащими районами.  Эти постройки предназначались для защиты высшего руководства СССР, обеспечения бесперебойного функционирования государственных структур и правительственной связи в условиях военного времени.

## История строительства и назначения
Строительство основного комплекса подземных сооружений началось в соответствии с постановлением Совета Народных Комиссаров СССР от 21 апреля 1941 года, незадолго до начала Великой Отечественной войны.  Целью было создание защищенных объектов для высших должностных лиц страны.  Проектирование и строительство осуществлялись с учетом необходимости в высоком уровне защиты от авиационных бомбардировок.
До начала войны Кремль имел только устаревшие подвалы и земляные укрытия.  Несмотря на начало боевых действий, строительство, хоть и с задержками, продолжалось.  Жители Кремля стали использовать недостроенные хранилища в качестве бомбоубежища уже во время активных налетов на Москву.

## Структура комплекса
Согласно исследованиям, основанным на рассекреченных архивных материалах (в частности, книга Д. Е. Юркова "Советские «секретные бункеры»"), кремлевский подземный комплекс включал:
- Объект №1: неглубокое специальное хранилище, предназначенное для высших руководителей государства.
- Объект №1а: правительственный спецобъект с лифтовой шахтой к зданиям Кремля, который предназначен выдерживать нагрузку в случае ядерного удара.  Имеет вид единственный протяженный тоннель с пешеходными коридорами и рабочими помещениями. Имеет сообщение с объектом №103.
- Объект № 25: Специальное хранилище для аппарата Совета Народных Комиссаров СССР и других важных должностных лиц (изначально известный как «объект № 2»).  Этот объект глубокой закладки под Васильевским спуском, состоящий из нескольких блоков и имеющий выходы к западному перегонному тоннелю Замоскворецкой линии, и к этому бункеру примыкало начало транспортного тоннеля, расположенного несколько глубже.
- Объекты №15 и №16: Дополнительные специальные объекты.  Объект №16, в частности, был подземным узлом высокочастотной (ВЧ) правительственной связи.  А объект №15 - сверхмощный радиовещательный центр.
- Объект № 103: режимный объект.  Представляет совой туннель с сообщающимися бункерами, имеющий сбойки с перегонными тоннелями Арбатско-Покровской (в районе Александровского сада и Старой площади), Замоскворецкой (в районе Васильевского спуска, через объект № 25) и Сокольницкой (возле станции Лубянка).  А также имеет соединение с веткой метро-2 "Д-6".
- Связь с Московским метрополитеном: Комплекс был интегрирован с метро. Тоннель длиной 165 метров соединял Кремль со специальным участком метро. Участок метро между станциями "Площадь Свердлова" (ныне "Театральная") и "Новокузнецкая" был адаптирован для использования как дополнительное, хотя и менее комфортное, но хорошо защищенное хранилище, известное как "кремлевское хранилище-метро".
- Использование существующих инфраструктур: Для расширения комплекса использовались существующие подземные выработки, в частности шахта Метростроя № 65/13 под Ветошним проездом, где был размещен Объект № 16.

После войны, в 1950-х годах, произошло дальнейшее расширение комплекса.  В частности, старое спецхранилище Центрального Комитета КПСС было соединено с основными кремлевскими объектами с помощью шахты и специального тоннеля.

## Рассекречивание информации
Информация о существовании и структуре этих подземных объектов долго оставалась засекреченной.  Частичные сведения стали появляться в мемуарах высокопоставленных военных в 1970-1980-х годах.  Значительный объем данных стал доступным благодаря рассекречиванию архивных документов и дальнейшим историческим исследованиям, в частности, работам Дмитрия Юркова.  Мемуары руководителя Протокольной службы Кремля В. М. Шевченко в начале 2000-х годов также подтвердили существование подземных тоннелей, соединявших Кремль с другими правительственными зданиями.